# Alona Tal
Alona Tal (n. Herzliya, Israel; 20 de octubre de 1983) es una actriz de la televisión israelí.

## Carrera
Tal comenzó su carrera en las Fuerzas de Defensa de Israel, con un video musical para niños, en el cual ella participaba como la bruja mala. Siguiente a esto, apareció en un comercial para un detergente de lavandería. Después consiguió el papel principal en la película israelí Lihiyot Kochav (Para ser una Estrella). 
Durante la filmación de la película le ofrecieron dos papeles en dos programas de televisión israelíes diferentes y ella tomó ambos. El primero era una telenovela llamada Tzimerim, que trataba sobre la vida de una familia que controla un hotel; el segundo era HaPijamot ("El pijama"), una comedia musical. Esta comedia dio a Tal la posibilidad para mostrar su talento en la música.
Siguiendo a esto, Tal registró varias canciones con el cantante de rap israelí Subliminal.
Buscando alguna oportunidad para saltar a la fama, Tal se fue a Nueva York a vivir con su hermana. En Nueva York, ella conoció al cantante Wyclef Jean y grabó una canción con él (la canción Party to Damascus donde Tal hace el coro en hebreo). Se hizo ciudadana estadounidense y consiguió mejorar su inglés americano para probar suerte como actriz en Los Ángeles y ganó el papel de Meg Manning en la serie Veronica Mars.
Uno de los personajes que le hizo saltar a la fama fue el de Joanna Beth "Jo" Harvelle, en la exitosa serie Supernatural.

## Vida personal
Alona se casó con el también actor Marcos Ferraez el 5 de junio de 2007.

## Filmografía
| Películas       | Películas                                          | Películas                    | Películas                                                         |
| Año             | Película                                           | Rol                          | Notas                                                             |
| --------------- | -------------------------------------------------- | ---------------------------- | ----------------------------------------------------------------- |
| 2003            | Lihiyot Kochav                                     | Lilach                       | Main role                                                         |
| 2007            | Taking 5                                           | Devon                        | Main role                                                         |
| 2007            | Half Past Dead 2                                   | Ellie                        |                                                                   |
| 2008            | College                                            | Gina                         |                                                                   |
| 2009            | Kalamity                                           | Ashley                       | posproducción                                                     |
| 2009            | Undocumented                                       | Liz                          | posproducción                                                     |
| 2013            | Broken City                                        | Katy Bradshaw                |                                                                   |
| 2015            | Night of the Living Dead: Origins 3D               | Helen Cooper                 | Actriz de voz                                                     |
| 2016            | Opening Night                                      | Chloe                        |                                                                   |
| 2019            | The Red Sea Diving Resort (Rescate en el Mar Rojo) | Sarah Levinson               |                                                                   |
| Televisión      |                                                    |                              |                                                                   |
| Año             | Título                                             | Rol                          | Notas                                                             |
| 2003–2006       | HaPijamot                                          | Alona Tal                    | Papel protagonista (seasons 1–3); estrella invitada (season 4)    |
| 2004–2006       | Veronica Mars                                      | Meg Manning                  | Papel recurrente; 10 episodios                                    |
| 2005            | CSI: Crime Scene Investigation                     | Tally Jordan                 | Episodio: Room Service                                            |
| 2006            | Cold Case                                          | Sally - 1988                 | Episodio: 8 Years                                                 |
| 2006            | 7th Heaven                                         | Simon's Mystery Friend       | Episodio: Highway to Cell                                         |
| 2006            | Commander in Chief                                 | Courtney Winters             | Episodio: State of the Unions                                     |
| 2006–2011       | Supernatural                                       | Jo Harvelle                  | Personaje recurrente, 7 episodios                                 |
| 2007            | Cane                                               | Rebecca Vega (nacida King)   | Personaje principal, 13 episodios                                 |
| 2008            | The Cleaner                                        | Jackie Kemp                  | Episodio: Rag Dolls                                               |
| 2008            | Ghost Whisperer                                    | Fiona Raine                  | Episodio: Firestarter                                             |
| 2009            | The Mentalist                                      | Natalie                      | Episodio: Crimson Casanova                                        |
| 2009            | Knight Rider                                       | Julie Nelson                 | Episodio: Knight and the City                                     |
| 2009            | Party Down                                         | Heather                      | Episodio: California College Conservatives Union Caucus           |
| 2009            | Monk                                               | Molly                        | Episodio: Mr. Monk and the End (Part Two)                         |
| 2010            | Pretty Little Liars                                | Simone                       | Episodio: Careful What U Wish 4 (Cuidado con lo que deseas)       |
| 2011            | The Killing                                        | Céline (aka Aleena Drizocki) | Episodio: Beau Soleil                                             |
| 2013            | Burn Notice                                        | Sonya                        | Personaje recurrente, 8 episodios                                 |
| 2014 – 2015     | Hand of God                                        | Jocelyn Harris               | Personaje recurrente, 20 episodios                                |
| 2016            | Hostages                                           | Zohar                        | Serie israelí, personaje protagonista (temporada 2), 12 episodios |
| 2018 – presente | SEAL Team                                          | Stella                       | Personaje recurrente, 22 episodios                                |
| 2019            | The Spy                                            | Julia Schneider              | Personaje recurrente, 6 episodios                                 |
| 2019            | NPDY Blue                                          | Nicole Lazarus               | TV Movie                                                          |
| 2020            | Little Fires Everywhere                            | Joven Linda McCullough       | Episodio: "The Unconny"                                           |